# What'll I Do
"What'll I Do" é uma canção da cantora americana Janet Jackson, gravada para seu quinto álbum de estúdio Janet (1993). Foi lançada como nono e último single do álbum em 2 de fevereiro de 1995, através da Virgin Records, como um lado A duplo com "Whoops Now".

## Desempenho nas tabelas musicais
| Tabela musical (1995)                  | Melhor posição |
| -------------------------------------- | -------------- |
| Alemanha (Offizielle Deutsche Charts)  | 11             |
| Austrália (ARIA)                       | 49             |
| Áustria (Ö3 Austria Top 75)            | 7              |
| Bélgica (Ultratop 50 de Flandres)      | 35             |
| Bélgica (Ultratop 50 da Valônia)       | 7              |
| Escócia (Scottish Singles Chart)       | 10             |
| Europa (European Hot 100)              | 12             |
| França (SNEP)                          | 5              |
| Islândia (Íslenski Listinn Topp 40)    | 33             |
| Nova Zelândia (Recorded Music NZ)      | 1              |
| Países Baixos (Single Top 100)         | 38             |
| Países Baixos (Dutch Top 40 Tipparade) | 4              |
| Polônia (Music & Media)                | 7              |
| Reino Unido (UK Singles Chart)         | 9              |
| Reino Unido (OCC UK R&B)               | 2              |
| Suíça (Schweizer Hitparade)            | 15             |

| Tabela musical (1995) | Melhor posição |
| --------------------- | -------------- |
| Austrália (ARIA)      | 14             |

| Tabela musical (1995)             | Posição |
| --------------------------------- | ------- |
| Alemanha (Official German Charts) | 65      |
| Bélgica (Ultratop 50 Wallonia)    | 32      |
| Europa (European Hot 100)         | 58      |
| França (SNEP)                     | 40      |
| Nova Zelândia (Recorded Music NZ) | 27      |
| Reino Unido (OCC UK Singles)      | 95      |
| Suíça (Schweizer Hitparade)       | 45      |